# Zadilske (okres Mukačevo)
Zadilske, česky také Zadilska, ukrajinsky Задільське, maďarsky Rekesz, je osada obce Nyžni Vorota, v nyžněvorotské vesnické komunitě (hromadě), v mukačevském okrese Zakarpatské oblasti Ukrajiny. V roce 2025 zde žilo 415 obyvatel.

## Historie
Do uzavření Trianonské smlouvy byla ves součástí Uherska, poté byla (pod názvem Zadilska) součástí Československa. Od roku 1945 byla součástí Ukrajinské sovětské socialistické republiky, která byla součástí SSSR. Od roku 1991 je součástí nezávislé Ukrajiny. Dne 12. června 2020 se stala součástí nyžněvorotské vesnické komunity.

## Pamětihodnosti
- Cerkev, zasvěcená svatému Mikuláši, a zvonice, z 18. století, ukrajinská národní památka[3]